# 金科股份
金科地产集团股份有限公司 （深交所：000656）是中国深圳证券交易所的一家上市公司，主营业务范围为房地产开发与经营业。
金科股份成立于1998年。2011年，该公司主营业务收入为9865789268.75元，公司净利润为1069079365.57元，公司总资产为37352879632.98元。同年8月23日在深圳證券交易所上市。